# U-336
El submarí alemany U-336 va ser un submarí tipus VIIC construït per la Kriegsmarine de l'Alemanya nazi per al servei durant la Segona Guerra Mundial.

## Disseny
Els submarins alemanys de tipus VIIC van ser precedits pels submarins de tipus VIIB més curts. L'U-336 tenia un desplaçament de 769 tones (757 tones llargues) quan estava a la superfície i de 871 tones (857 tones llargues) mentre estava submergit. Tenia una longitud total de 67,10 m (220 peus 2 polzades), una longitud del casc a pressió de 50,50 m (165 peus 8 polzades), una mànega de 6,20 m (20 peus 4 polzades), una alçada de 9,60 m (31 peus 6 polzades) i un calat de 4,74 m (15 peus 7 polzades). El submarí estava propulsat per dos motors dièsel sobrealimentats de sis cilindres i quatre temps Germaniawerft F46, produint un total de 2.800 a 3.200 cavalls de potència (2.060 a 2.350 kW; 2.760 a 3.160 shp) per al seu ús a la superfície, dos motors elèctrics de doble efecte AEG GU 460/8–27 que produïen un total de 750 cavalls de potència (75500 kW); shp) per utilitzar-lo submergit. Tenia dos eixos i dues hèlixs d'1,23 m (4 peus). El vaixell era capaç d'operar a profunditats de fins a 230 metres (750 peus).
El submarí tenia una velocitat màxima en superfície de 17,7 nusos (32,8 km/h; 20,4 mph) i una velocitat màxima submergida de 7,6 nusos (14,1 km/h; 8,7 mph). Quan estava submergit, el vaixell podia operar durant 80 milles nàutiques (150 km; 92 milles) a 4 nusos (7,4 km/h; 4,6 mph); mentre que a la superfície podia viatjar 8.500 milles nàutiques (15.700 km; 9.800 milles) a 10 nusos (19 km/h; 12 mph).
L'U-336 estava equipat amb cinc tubs de torpedes de 53,3 cm (21 polzades) (quatre muntats a la proa i un a la popa), catorze torpedes, un canó naval SK C/35 de 8,8cm (3,46 polzades), 220 projectils i un canó antiaeri C/30 de 2 cm (0,79 polzades). El vaixell tenia una tripulació de d'entre 44 i 60 oficials i mariners.

## Historial de servei
Al submarí U-36 se li va col·locar la quilla el 28 de març de 1941 a la drassana Nordseewerke d'Emden amb número de drassana  208, avarat el 4 de desembre i posat en servei el 14 de febrer de 1942 sota el comandament del Kapitänleutnant Hans Hunger.
Després d'entrenar-se amb la 5a Flotilla d'U-boot, va passar a la 1a Flotilla per al servei en primera línia el desembre de 1942.

### Primera patrulla
La primera patrulla del vaixell va ser molt breu; va començar i acabar a Kiel els dies 12 i 13 de novembre de 1942.

### Segona patrulla
La seva segona incursió també va començar a Kiel, però va acabar a Brest, a la França ocupada, després de passar entre les illes Fèroe i les Shetland . Va enfonsar el petrolier belga President Francqui el 29 de desembre de 1942 al nord de les Açores. El vaixell ja havia estat impactat per dos torpedes. El U-336 el va rematar amb un "cop de gràcia".

### Tercera patrulla
La tercera sortida del submarí va ser de nou cap al mig de l'Atlàntic. Va passar dies rastrejant els erms buits, però va tornar a Brest sense èxit.

### Quarta patrulla
La quarta patrulla del U-336 va ser, amb 71 dies, la més llarga. Va ser atacat per un avió no identificat el 10 de juliol de 1943 a l'oest de Lisboa. El resultat va ser lleu.

### Cinquena patrulla
L'U-336 va sortir de Brest per última vegada el 14 de setembre de 1943. Inicialment es va dirigir cap a l'oest, des del Golf de Biscaia. El dia 24, va virar cap al nord.
El 5 d'octubre va ser enfonsat per coets disparats per un Lockheed Hudson britànic del 269è Esquadró de la RAF a l'estret de Dinamarca, (entre Groenlàndia i Islàndia) .
Van morir cinquanta homes; no hi va haver cap supervivent.

## Llopades
L'U-336 va participar en deu llopades, concretament:
- Ungestüm - 11-30 de desembre de 1942
- Neuland - 8 – 13 de març de 1943
- Dränger - 14-20 de març de 1943
- Seewolf - 21 – 30 de març de 1943
- Òder - 17 – 19 de maig de 1943
- Mosela - 19 – 24 de maig de 1943
- Trutz - 1 – 16 de juny de 1943
- Trutz 2 - 16 – 29 de juny de 1943
- Geier 3 - 30 de juny – 10 de juliol de 1943
- Rossbach - 24 de setembre - 5 d'octubre de 1943

## Resum de l'historial d'atacs
| Data                   | Nom                | Nationalat | Tonatge (GRT) | Destí    |
| ---------------------- | ------------------ | ---------- | ------------- | -------- |
| 29 de desembre de 1942 | President Francqui | Bèlgica    | 4.919         | Enfonsat |